# Arachalur
Arachalur è una suddivisione dell'India, classificata come town panchayat, di 12.313 abitanti, situata nel distretto di Erode, nello stato federato del Tamil Nadu. In base al numero di abitanti la città rientra nella classe IV (da 10.000 a 19.999 persone).

## Geografia fisica
La città è situata a 11° 09' 46 N e 77° 40' 47 E.

## Società

### Evoluzione demografica
Al censimento del 2001 la popolazione di Arachalur assommava a 12.313 persone, delle quali 6.118 maschi e 6.195 femmine. I bambini di età inferiore o uguale ai sei anni assommavano a 1.038, dei quali 523 maschi e 515 femmine. Infine, coloro che erano in grado di saper almeno leggere e scrivere erano 6.981, dei quali 3.953 maschi e 3.028 femmine.